# Fumay

Fumay este o comună în departamentul Ardennes din nordul Franței. În 1 ianuarie 2022 avea o populație de 3.118 de locuitori.